# ورن کوربین
لاورن کوربین (به انگلیسی: Vern Corbin) بازیکن بسکتبال از اتحادیه ملی ورزش دانشگاهی آمریکا بود که به عنوان دانشجوی ارشد در دانشگاه کالیفرنیا در ۱۹۲۹ بازی می‌کرد. مرکزی که کوربین سه فصل در بسکتبال دانشگاهی بین سال‌های ۱۹۲۶–۱۹۲۷ و ۱۹۲۸–۱۹۲۹ حضور داشت. در این سالها همه ساله کالیفرنیا برنده عنوان کنفرانس رقابتهای بسکتبال دانشگاهی را تصاحب کرد و کوربین در پیروزی کالیفرنیا در دو لیگ بسکتبال نقش داشت. او عنوان منتخب تمام کنفرانس‌های ساحل اقیانوس آرام را در سال ۱۹۲۹ از آن خود نمود. کوربین بازیکن پیش‌قراول دبیرستان پیدمونت در پیدمانت، کالیفرنیا بود.